# 3150万秒と、少し
『3150万秒と、少し』（3150まんびょうと、すこし）は、藤井清美脚本・演出による舞台作品。2001年公開のイギリス映画『NEW YEAR'S DAY』（脚本：ラルフ・ブラウン）を原案とする。
全国で1050回のステージを重ね、劇団青年劇場の大ヒットとなった『翼をください』（ジェームス三木作・演出）の後継作品として、藤井清美が脚本・演出を手掛けた。2005年東京初演以降、青年劇場により全国で上演。この手の作品としては異例の反響を得、4年間で約300公演を重ね、16万人の観客を動員した。物語は友人たちの死を体験した主人公2人が「死ぬまでにやりたいことリスト」を作成、それを一つ一つ達成していく過程が骨子となる。
原作映画の「麻薬を打つ」「タバコをやめる」等は、学校公演の演目としては難しく、またイギリスの若者と日本の若者ではやりたいことが違うだろうということになり、藤井清美は結果全国数百人の高校生を対象に「やりたいことアンケート」を実施する。（青年劇場HP参照）そのアンケートをもとに、脚本を書き上げた。
10代の「生と死」をテーマとして扱った本作は、若い世代を中心に大きな反響を集める。
「生きる」というテーマが改めて見直され、2013年版として新脚本・新演出による上演が決定し、2013年2月15日から24日まで天王洲 銀河劇場、2月27日に梅田芸術劇場 シアタードラマシティで上演された。

## 主な登場人物
〈2013年版〉
- 悠也
- 直人
- 葉子
- 織田先生

ほか

## あらすじ
高校2年の春休み。悠也と直人はクラスの仲間たちとスキー旅行に出かける。
その最中に突然の雪崩が起き、教師、生徒10人が命を落とし、生き残ったのはたった2人。偶然にも生き残ったのは、普段は口をきいたこともない悠也と直人だった。
「生き残ってしまった…」という想い。この想いを誰にも理解されないと感じた2人。直人は岬に行くと言い出す。
そこから落ちたら生きてはかえれない。そこへ悠也はある提案をする。
「1年だけ待ってよ。やりたいことがあるんだ。1年間2人でそれをやろう、で、やり終えたら、一緒に岬で死のうー」
いやいやながらその“リスト"につき合う直人。その行動にはある理由が隠されていた。
「なぜ友人たちは死ななければならなかったのか」「なぜ自分たちは生き残ったのか」　
問い続ける1年。そして二人は、岬の灯台に向かっていく。

## 上演データ

### 2013年版
公演日程
- 2013年2月15日 - 24日 天王洲 銀河劇場[9][10]
- 2013年2月27日 梅田芸術劇場 シアタードラマシティ

キャスト
- 高野悠也：相葉裕樹[11][12]
- 川原直人：小澤亮太[11]
- 葉子：美山加恋[13]
- 織田先生：青柳塁斗
- タモト清嵐
- 佐藤永典
- 小原春香
- 酒井瞳（アイドリング!!!）
- 池田光咲
- 秋元龍太朗
- 柳原聖（カルマライン）
- 西原亜希
- 津田健次郎
- 直人の叔母：斉藤レイ[13]
- 小林美江
- 校長：八十田勇一[13]

スタッフ
- 脚本・演出：藤井清美
- 原作：ラルフ・ブラウン
- 美術：升平香織
- 振付：山中陽子 (G-Rockets)
- 照明：中川隆一
- 音響：長野朋美
- 衣裳：十川ヒロコ
- 舞台監督：山矢源

主催
- テレビ朝日、ぴあ、ホリプロ、ホリ・エージェンシー、銀河劇場